# Moxostoma hubbsi

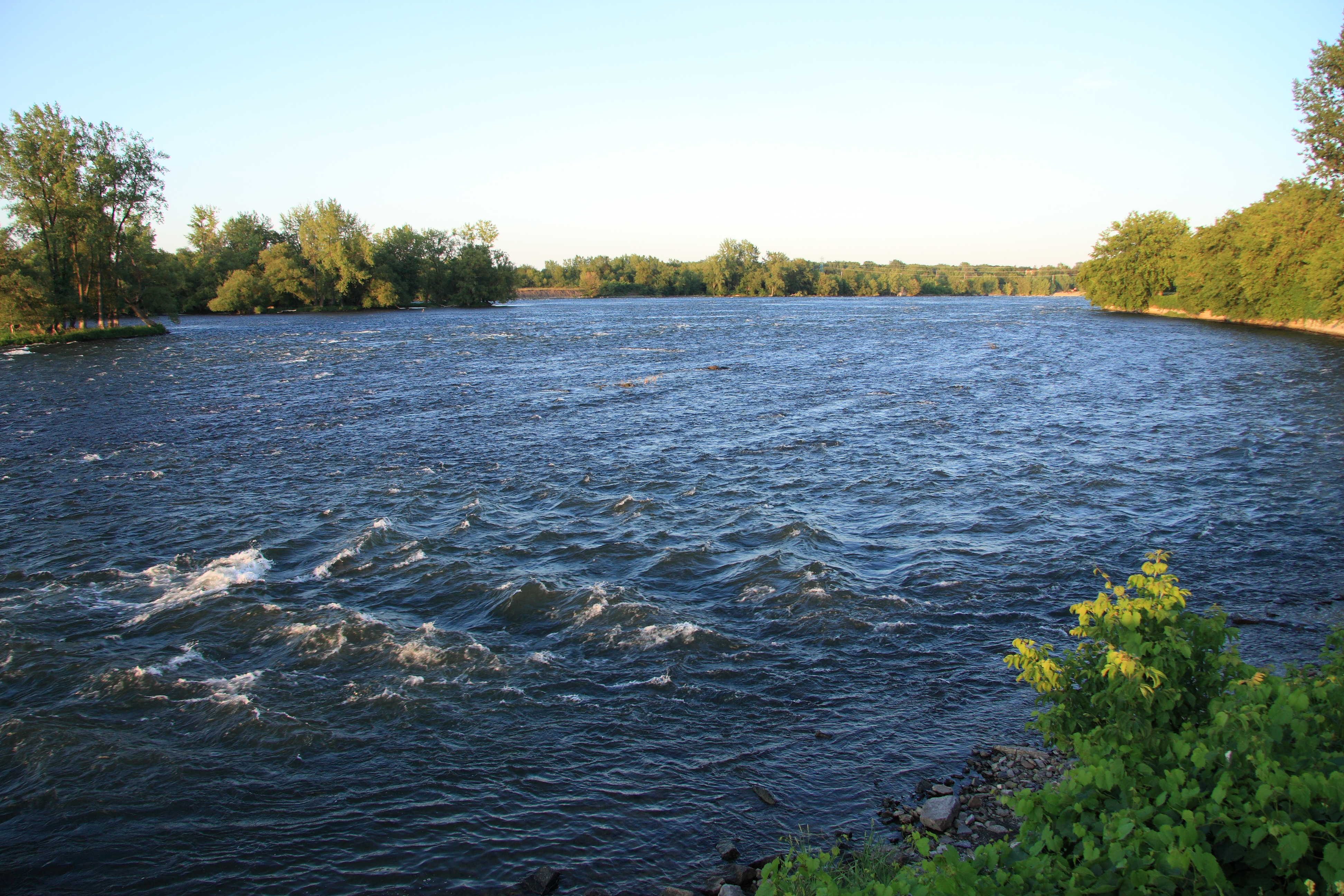
Laichgebiet von Moxostoma hubbsi im Richelieu River in Chambly/Quebec, Kanada

Moxostoma hubbsi, engl. Copper Redhorse, frz. Chevalier Cuivré, ist eine Saugkarpfenart der Gattung Moxostoma, die nur in Kanada vorkommt. Sie ist die einzige endemische Fischart der Provinz Québec.
Man nimmt an, dass die Spezies bereits 1866 von Pierre Étienne Fortin unter dem Namen einer anderen Moxostoma Art erstmals beschrieben wurde, offiziell gilt die Art 1942 von Vianney Legendre entdeckt und erstbeschrieben.

## Merkmale
Moxostoma hubbsi ist ein stämmiger, hochrückiger Saugkarpfen der gewöhnlich eine Körperlänge von 47,5 Zentimeter TL erreicht. Das bislang größte gefangene Exemplar war 72 Zentimeter lang und wog 6 Kilogramm. Der Kopf macht bei Tieren über 25 cm Standardlänge etwa 20 % der Körperlänge aus. Moxostoma hubbsi ist gold oliv gefärbt, oft kupferfarben glänzend an der Körperoberseite. Am Rücken und an der Seite tragen die Schuppen einen dunklen Punkt. Das Maul ist ausstülpbar. Seine Lippen sind faltig, die untere Lippe ist am hinteren Ende leicht V-förmig. Die Flossen sind gelb bis rot. Die große Schwanzflosse ist gegabelt mit spitzen Flossenlappen.
Die Anzahl der Schuppen auf der Seitenlinie beträgt gewöhnlich 44 bis 47, die Rückenflosse hat 12 bis 13 Strahlen.

## Verbreitung und Lebensraum
Moxostoma hubbsi kommt nur in einem sehr kleinen Verbreitungsraum vor. Das historische Verbreitungsgebiet beschränkte sich auf das südwestliche Québec, von der westlichen Spitze der Île de Montréal (Insel von Montreal) bis zum östlichen Lac Saint-Pierre. Gesicherte Populationen gibt es zurzeit nur im Sankt-Lorenz-Strom und im Rivière Richelieu (Richelieu River). Eine Restpopulation hält sich wahrscheinlich im Rivière des Mille Îles („Fluss der tausend Inseln“). Im Rivière Yamaska und Rivière Noire sind ihre Bestände aufgrund von Degradation der Umwelt sehr stark zurückgegangen. Das dortige Vorkommen ist nicht gesichert und sehr unwahrscheinlich. Das Verbreitungsgebiet von Moxostoma hubbsi liegt in der am dichtesten besiedelten Region Québecs.
Diese Saugkarpfen bewohnen überwiegend mittelgroße Flüsse, deren Temperatur im Sommer 20 °C überschreitet. Dabei halten sie sich überwiegend in Becken mit Steingrund, Rückstauwasser oder Stromschnellen mit geringem Gefälle auf.

## Lebensweise
Moxostoma hubbsi ernährt sich ausschließlich von kleinen Weichtieren (Mollusken). Mehr als 90 % der Beutetiere im Verdauungstrakt adulter Tiere wurden als Schnecken und Muscheln identifiziert. Jungfische die weniger als ein Jahr alt sind ernähren sich zu über 50 % von winzigen Krebstieren (Mikrocrustaceen) sowie von Würmern, Algen und Insektenlarven.
Moxostoma hubbsi erreicht die Geschlechtsreife erst spät, etwa im Alter von 10 Jahren. Er laicht Ende Juni bis Anfang Juli, wenn die Wassertemperaturen zwischen 18 und 26 °C liegen. Bekannte Laichplätze befinden sich in Wildwasser in Tiefen von 0,75 bis zwei Metern und einem heterogenen Grund aus Fels, feinem und grobem Kies und gelegentlich in Ton eingebettete Fragmente von Felsboden. Abgelaicht wird meist Nachts, die Anzahl Eier variiert von 35.000 bis 112.000. Die Jungfische verbringen ihr erstes Jahr in der grasbewachsenen Uferregion über feinem Bodensubstrat. Der Fang von Jungfischen ist selten, so dass nicht bekannt ist in welchem Lebensraum sie sich nach zwei Jahren aufhalten.

## Gefährdungsstatus
Aufgrund ihrer hohen Spezialisierung an Umweltbedingungen ist der Bestand stark bedroht. Der Rückgang der Population begann in den 1980er Jahren. Reproduktion und Aufwuchsrate von Moxostoma hubbsi sind sehr gering. In den letzten 30 bis 40 Jahren wurde auch ein starker Rückgang der Größenverteilung beobachtet. Es werden kaum noch Fische älter als zwei Jahre gefangen. Die Gesamtanzahl der geschlechtsreifen Fische beläuft sich nur noch auf wenige hundert bis wenige tausend Exemplare. Weitere bedrohende Faktoren sind Habitatfragmentierung und -degradation, die Verschlammung der Gewässer, Eutrophierung, Verschmutzung, gewässerbauliche Maßnahmen, Störungen während des Laichvorgangs und Einführung invasiver Arten.
Von der IUCN (International Union for Conservation of Nature and Natural Resources) wird die Art als stark gefährdet (Endangered, EN) eingestuft.